# 平鹿町下吉田
平鹿町下吉田（ひらかまちしもよしだ）は、秋田県横手市の大字。郵便番号は013-0107。人口は509人、世帯数は169世帯（2020年10月1日現在）。旧平鹿郡平鹿町下吉田、旧平鹿郡吉田村大字下吉田、旧平鹿郡下吉田村に相当する。

## 地理
平鹿地域の北部に位置しており、水田中心の農村地帯である。吉田街道沿いに小規模な集落が点在している。
全域が都市計画区域に含まれるが、区域区分非設定区域となっている。都市計画法上の用途地域には指定されていない。

### 小字
2024年（令和6年）10月5日時点での「横手市（秋田地方法務局大曲支局）登記所備付地図データ」、デジタル庁公表の「アドレス・ベース・レジストリ」の「秋田県 横手市 町字マスター（フルセット） データセット」、横手市公表のオープンデータによれば、平鹿町下吉田の小字は以下の通りである。
| 町・字       | 町・字         | 出典 | 出典         | 出典       |
| 大字         | 小字           | 登記 | 町字マスター | 行政区一覧 |
| ------------ | -------------- | ---- | ------------ | ---------- |
| 平鹿町下吉田 | 字石川原       | ○    | ○            | ○          |
| 平鹿町下吉田 | 字一本杉       | ○    | ○            | ○          |
| 平鹿町下吉田 | 字一本杉大谷地 | ○    | ○            | ×          |
| 平鹿町下吉田 | 字一本杉堂ノ後 | ○    | ○            | ×          |
| 平鹿町下吉田 | 字下高口       | ○    | ○            | ○          |
| 平鹿町下吉田 | 字下村         | ○    | ○            | ○          |
| 平鹿町下吉田 | 字下村道ノ上   | ○    | ○            | ○          |
| 平鹿町下吉田 | 字下大谷地     | ○    | ○            | ×          |
| 平鹿町下吉田 | 字下福田       | ○    | ○            | ○          |
| 平鹿町下吉田 | 字下福田街道下 | ○    | ○            | ○          |
| 平鹿町下吉田 | 字下福田街道上 | ○    | ○            | ○          |
| 平鹿町下吉田 | 字下福田尻     | ○    | ○            | ×          |
| 平鹿町下吉田 | 字下福田東     | ○    | ○            | ×          |
| 平鹿町下吉田 | 字街道下       | ○    | ○            | ○          |
| 平鹿町下吉田 | 字街道上       | ○    | ○            | ○          |
| 平鹿町下吉田 | 字吉田         | ○    | ○            | ○          |
| 平鹿町下吉田 | 字桑ノ木       | ○    | ○            | ○          |
| 平鹿町下吉田 | 字桑ノ木下     | ○    | ○            | ○          |
| 平鹿町下吉田 | 字桑谷地       | ○    | ○            | ○          |
| 平鹿町下吉田 | 字高口         | ○    | ○            | ○          |
| 平鹿町下吉田 | 字高口狐森     | ○    | ○            | ○          |
| 平鹿町下吉田 | 字高口新川端   | ○    | ○            | ×          |
| 平鹿町下吉田 | 字高口碇       | ×    | ○            | ×          |
| 平鹿町下吉田 | 字高口東       | ○    | ○            | ○          |
| 平鹿町下吉田 | 字七日市       | ○    | ○            | ○          |
| 平鹿町下吉田 | 字七日市下     | ○    | ○            | ×          |
| 平鹿町下吉田 | 字除下タ       | ○    | ○            | ○          |
| 平鹿町下吉田 | 字上大谷地     | ○    | ○            | ○          |
| 平鹿町下吉田 | 字前谷地       | ○    | ○            | ○          |
| 平鹿町下吉田 | 字大戸川西     | ○    | ○            | ○          |
| 平鹿町下吉田 | 字大道         | ○    | ○            | ○          |
| 平鹿町下吉田 | 字鍛治村       | ○    | ○            | ×          |
| 平鹿町下吉田 | 字田村堰東     | ○    | ○            | ○          |
| 平鹿町下吉田 | 字畑中         | ○    | ○            | ○          |
| 平鹿町下吉田 | 字弥十郎       | ○    | ○            | ○          |

## 歴史
下吉田では、古墳時代中期の一本杉遺跡や、平安時代の下村遺跡が発掘調査されている。いずれも集落跡であり、一本杉遺跡では竪穴建物跡5軒、土師器などが出土している。秋田県内において、古墳時代の竪穴建物跡や遺物は各地に点在しているものの、集落全体が調査された例はなかったため、一本杉遺跡は古墳時代の生活の様相を明らかにする上で貴重な事例となっている。下村遺跡は、中世の城郭跡である七日市城跡に南接しており、遺跡からは掘立柱建物跡6軒以上、土杭8基、井戸などが発掘されており、平安時代の土師器、須恵器、中世の陶器や漆器椀が出土している。
吉田の地名は鎌倉時代から出羽国平鹿郡の郷村名として見え、江戸時代初期には吉田村となっていたが、元和2年（1616年）に上吉田村・中吉田村・下吉田村の3村に分割された。
享保15年（1730年）の『六郡郡邑記』では、下吉田村は3の枝郷の総称で、下福田村・高口村・四ッ屋村がある。後年の菅江真澄の『雪の出羽路 平鹿郡』では、四ッ屋村が廃村となり、新たに畑中村・狐塚村が見える。戸数は、『享保郡邑記』では89軒、『秋田風土記』で57軒、『雪の出羽路』で50軒とある。なお、1876年に下吉田村が吸収合併した七日市村は、正保4年（1647年）の『出羽国一国絵図』には八幡村の枝郷根田川村とある。その後、元禄年間に七日市新田村、その後、宝永から享保年間に七日市村となったとされる。枝郷に西谷地村・田尻村・桑野木村があり、雪の出羽路によれば西谷地村は石河原西谷地村になり、田尻村は廃村になったとある。
吉田には「吉田の一本杉」として伝わる、この地方におけるキリシタンの処刑場があったとされるが、その詳細は判然としていない。その所在地については諸説あり、一説には中吉田の西端にある一本杉の地であるとされている。

### 沿革
- 1872年（明治5年）2月 - 秋田県第14大区第6小区に属する[18]。
- 1873年（明治6年）7月 - 秋田県第6大区第5小区に属する[19]。
- 1876年（明治9年）11月
  - 枝郷の狐塚村が田根森村に吸収合併[20]。
  - 一本杉村・七日市村を吸収合併[14][20]。
- 1889年（明治22年）4月1日 - 町村制施行に伴い、上吉田間内村・中吉田村・下吉田村が合併し、吉田村となる[21][22]。下吉田村は吉田村大字下吉田となる。
- 1956年（昭和31年）9月20日 - 浅舞町と吉田村が合併し、平鹿町となる[23]。平鹿町大字下吉田となる。
- 2005年（平成17年）10月1日 - 〈旧〉横手市と平鹿町を含む平鹿郡5町2村が合併し、横手市となる。横手市平鹿町下吉田となる。

## 世帯数と人口
2020年（令和2年）10月1日現在の世帯数と人口は以下の通りである。
| 大字         | 小字         | 世帯数  | 人口  |
| ------------ | ------------ | ------- | ----- |
| 平鹿町下吉田 | 字田村堰東   | 38世帯  | 115人 |
| 平鹿町下吉田 | 字街道上     | 35世帯  | 104人 |
| 平鹿町下吉田 | 字畑中       | 28世帯  | 85人  |
| 平鹿町下吉田 | 字大道       | 4世帯   | 7人   |
| 平鹿町下吉田 | 字下村道ノ上 | 5世帯   | 16人  |
| 平鹿町下吉田 | 字高口       | 46世帯  | 144人 |
| 平鹿町下吉田 | 字一本杉     | 13世帯  | 38人  |
| 計           | 計           | 169世帯 | 509人 |

### 人口・世帯数の推移
以下は国勢調査による1995年（平成7年）以降の人口の推移。
| 年                 | 人口 |
| ------------------ | ---- |
| 1995年（平成7年）  | 812  |
| 2000年（平成12年） | 737  |
| 2005年（平成17年） | 657  |
| 2010年（平成22年） | 588  |
| 2015年（平成27年） | 562  |
| 2020年（令和2年）  | 509  |

以下は国勢調査による1995年（平成7年）以降の世帯数の推移。
| 年                 | 世帯数 |
| ------------------ | ------ |
| 1995年（平成7年）  | 182    |
| 2000年（平成12年） | 181    |
| 2005年（平成17年） | 178    |
| 2010年（平成22年） | 176    |
| 2015年（平成27年） | 176    |
| 2020年（令和2年）  | 169    |

## 小・中学校の学区
市立小・中学校に通う場合、学区（校区）は以下の通りとなる。
| 小字 | 小学校             | 中学校             |
| ---- | ------------------ | ------------------ |
| 全域 | 横手市立吉田小学校 | 横手市立平鹿中学校 |

## 交通

### 道路
- 秋田県道48号横手東由利線
- 秋田県道117号野崎十文字線

### バス
横手市コミュニティバス
- 下吉田（吉田馬鞍線）
- 高口（蛭野石成線、吉田馬鞍線）
- 桑ノ木（吉田馬鞍線）

## 施設
- 下吉田神社〈通称：五輪堂〉（字下村110番地）[31]
祭神：天照大御神・ 豊受姫大神・三吉大神・伊弉諾命・伊弉册命・応神天皇[31]、祭日：6月21日
寛永11年（1634年）7月21日に伊勢内宮の司庁から天照大神の御神体を奉迎し、下吉田郷の産土神として勧請されたのが始まりと伝えられている[31]。1873年（明治6年）5月16日には、近代社格制度により村社に列せられた[31]。1912年（大正元年）11月15日に社号を「神明社」から現名称へ改めた[31]。